# 秋堂
秋堂是五代十国中后期割据闽南的清源军（平海军）政权（949年—978年）设置的进士、明经考试，于每年秋季在泉州举行，目的是选拔人才为官。
莆田人陈仁璧在秋堂考试中取得第一名，随即被清源军节度使留从效任命为晋江县令，后来又担任泉州别驾。莆田人徐昌嗣参加明经考试合格，得到秘书郎的职务，后来又被平海军节度使陈洪进提拔为掌书记。